# اومبرتو کائلیو
اومبرتو کائلیو (پرتغالی: Humberto Coelho؛ زادهٔ ۲۰ آوریل ۱۹۵۰) بازیکن و مربی سابق فوتبال اهل پرتغال است.
از باشگاه‌هایی که در آن بازی کرده‌است می‌توان به لاس وگاس کوئیکسیلورز، باشگاه فوتبال بنفیکا، و باشگاه فوتبال پاری سن ژرمن اشاره کرد.
وی همچنین در تیم‌های ملی فوتبال زیر ۲۱ سال پرتغال، و پرتغال بازی کرده‌است.